# Datteln
Datteln ['datln] – miasto w Niemczech, w kraju związkowym Nadrenia Północna-Westfalia, w rejencji Münster, w powiecie Recklinghausen. W 2010 roku liczyło 35 513 mieszkańców.
W Datteln urodziła się niemiecka narciarka Katja Seizinger.
W mieście rozwinął się przemysł hutniczy oraz metalowy.

## Współpraca
Miejscowości partnerskie:
- Cannock, Anglia
- Genthin, Saksonia-Anhalt